# James Gordon Bennett junior

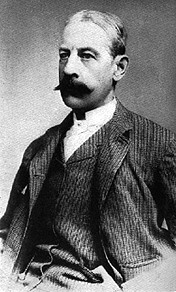
James Gordon Bennett Jr.

James Gordon Bennett Jr. (* 10. Mai 1841 in New York City; † 14. Mai 1918 in Beaulieu-sur-Mer, Frankreich) war ein US-amerikanischer Zeitungsverleger. Zur Unterscheidung von seinem gleichnamigen Vater wurde er meist Gordon Bennett genannt. Berühmt wurde er durch seinen Sportenthusiasmus (Polo, Regattasegeln, Automobilsport und Ballonfahren). Auf ihn geht ein Ausdruck des Erstaunens im britischen Englisch zurück: „Gordon Bennett!“.

## Leben
Bennett war der Sohn und Erbe des gleichnamigen Gründers und Herausgebers des New York Herald, James Gordon Bennett Sr. Er schloss sich im Amerikanischen Bürgerkrieg der Armee der Nordstaaten an, nahm aber an keinen Kämpfen teil. 1866 übernahm er die Verantwortung für den Verlag.
Er initiierte und finanzierte mehrere Reisen in wenig bekannte Weltgegenden, z. B. nach Afrika oder in die Arktis, um mit exklusiven Berichten die Auflage seiner Zeitung zu erhöhen. Er schuf die Nachfrage nach Informationen, die er anschließend befriedigte. Sein erster derartiger Versuch war die Aussendung seines Reporters Henry Morton Stanley nach Zentralafrika, um dort den lange vermissten schottischen Missionar und Arzt David Livingstone zu suchen. Bennett wusste, dass das Auffinden Livingstones, der seit Jahren keinen Kontakt zu westlichen Welt hatte, eine Sensation wäre – und Stanley sollte ihn in dieser Hinsicht nicht enttäuschen. Der New York Herald und die Londoner Zeitung Daily Telegraph schickten Stanley 1874 erneut nach Afrika, um die Quelle des Nils zu finden. Es gelang ihm dabei, die wichtigsten noch offenen Fragen über die Lage der großen Ströme und Seen Zentralafrikas aufzuklären.
Als Walfänger Gerüchte über noch unbekannte Papiere John Franklins mitbrachten, die sich in einem Steinmal auf King William Island befinden sollten, initiierte Bennett eine privat finanzierte Expedition, um diese Papiere zu bergen. Der Journalist des Herald William H. Gilder (1838–1900) nahm an der von Frederick Schwatka geleiteten Expedition teil. Diese Expedition übernahm die Überlebenstechniken der Eskimos; sie war erfolgreich und effizient. Auf einer Schlittenreise über 5240 km wurden zahlreiche Relikte der Franklin-Expedition gefunden, aber keine neuen Dokumente.
1879 rüstete Bennett die tragisch endende Expedition der USS Jeannette unter George W. DeLong über die Beringstraße zum Nordpol aus. Er deklarierte sie als Rettungsexpedition für Adolf Erik Nordenskiöld, der mit der Vega auf dem Weg durch die Nordostpassage war. Als Vertreter des Herald war der Reporter Jerome Collins (1841–1881) an Bord der Jeannette. Nach dem Verlust des Schiffs verhungerten 20 Expeditionsmitglieder. DeLong hatte zuvor die Bennett-Insel in der Ostsibirischen See nach seinem Sponsor benannt. Bennett schickte die USS Rodgers zur Rettung DeLongs aus, und Gilder lieferte die dramatischen Exklusivberichte für die Zeitung. John P. Jackson, ein weiterer Reporter des Herald, reiste ins Lenadelta und exhumierte die Leichen DeLongs und seiner Kameraden.
Nachdem Bennett sich in Paris niedergelassen hatte, begann er mit der Herausgabe des International Herald Tribune. Er war der Mitbegründer der Commercial Cable Company. Dieses wagemutige Unternehmen sollte das von Jay Gould gehaltene Monopol der Transatlantic Cable Company durchbrechen.
Bennett kehrte in die Vereinigten Staaten zurück und organisierte in der Dickels Riding Academy an der Fifth Avenue in New York das erste Polo-Turnier in den USA. Er war an der Gründung des ersten amerikanischen Poloclubs, des Westchester Polo Club, im Jahre 1876 beteiligt. Er stiftete den Gordon Bennett Cup als Trophäe für ein internationales Segel-Wettrennen und den Gordon Bennett Cup für Automobilrennen. Im Jahre 1906 stiftete er einen Pokal für Ballonwettfahrten, den Coupe Aéronautique Gordon Bennett, den es bis heute gibt. Auch die Trophée d’aviation Gordon Bennett von 1909, ein Preis für Flugzeugrennen, geht auf ihn zurück.

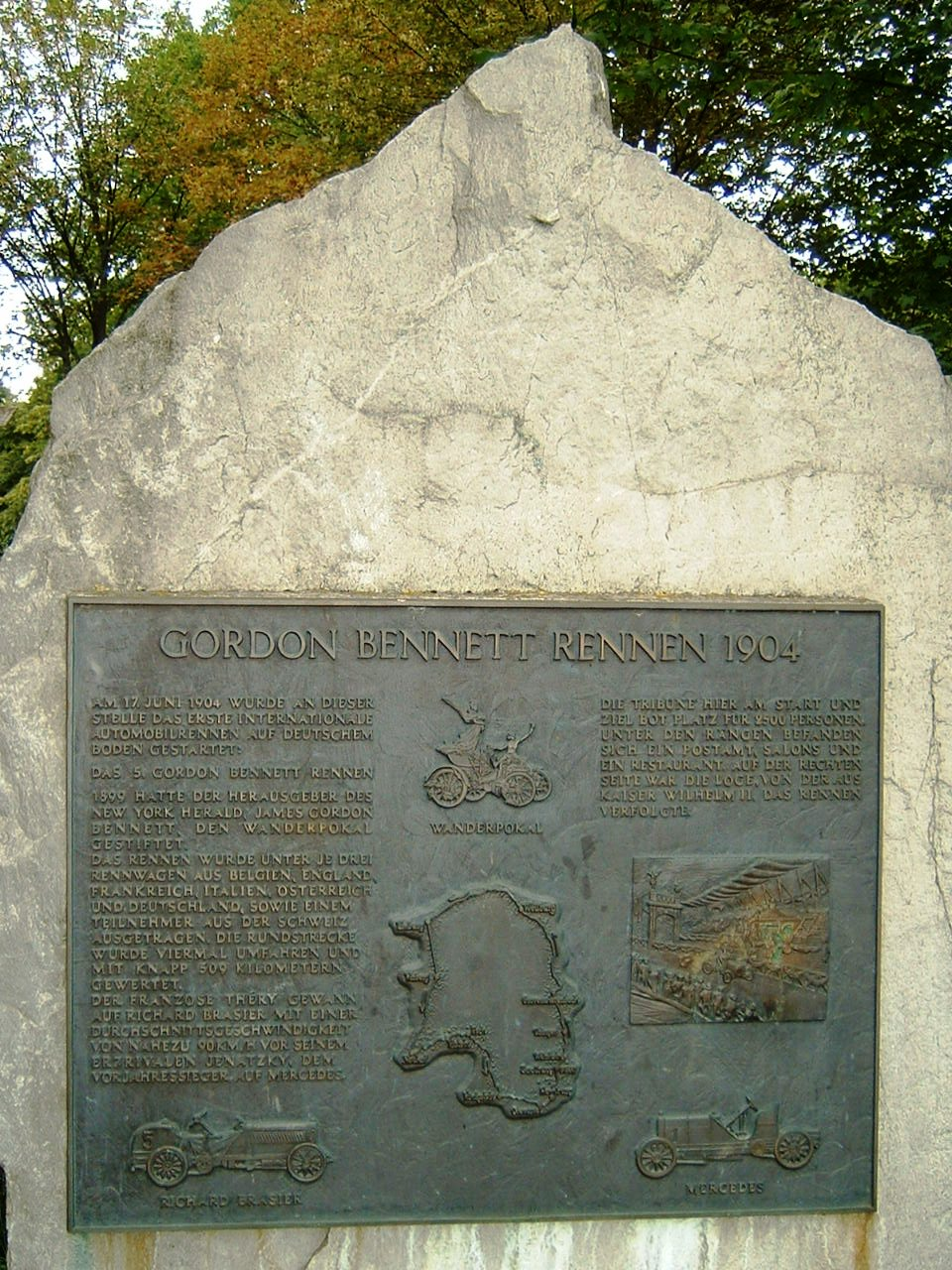
Gedenkstein an das nach Bennett benannte Rennen an der Saalburg

Bennett heiratete im Alter von 73 Jahren die Baroness de Reuter, die Tochter von Paul Julius Reuter, dem Gründer der Nachrichtenagentur Reuters. Bennet wurde im Cimetière de Passy in Paris beigesetzt. In der Nähe befindet sich das Stade Roland Garros, das Tennisstadion, in dem jährlich das Tennisturnier French Open veranstaltet wird, in der Avenue Gordon Bennett. Nach seinem Tod wurde seine Zeitung New York Herald mit dem Konkurrenzblatt New York Tribune zur New York Herald Tribune zusammengelegt.